# 中国人民武装警察部队交通部队
中国人民武装警察部队交通部队（简称武警交通部队），前身是中国人民解放军基本建设工程兵交通部办公室下辖的部队（简称基建工程兵交通部队）。
根据1984年9月21日国务院、中央军委批转的《关于基建工程兵水电、交通、黄金部队改编的实施方案》，1985年1月1日起，基建工程兵交通部队列入中国人民武装警察部队序列，受武警总部与中华人民共和国交通部双重领导。1999年3月，完全由武警总部领导。2009年，武警水电、交通部队纳入国家应急救援力量体系，成为遂行应急救援任务的“国家队”。2018年，所有武警部队统一划归中央军事委员会领导，中国人民武装警察部队交通部队回归内卫部队。

## 武警交通指挥部
武警交通部队的领导机关是武警交通指挥部，隶属武警总部，机关驻北京。武警交通部队警官、士官培养体系由中国人民武装警察部队南昌指挥学院承担联合办学任务，武警交通部队士兵考学主要报考武警南昌指挥学院。

## 历任领导
| 司令员 - 伍坤山（1985年1月—1985年12月，武警交通指挥部主任） - 王展意（1986年2月—1992年6月，交通部副部长兼武警交通指挥部主任） - 吴承志 武警少将（1992年7月—1999年7月，武警交通指挥部主任） - 石兆前 武警少将（1999年7月—2008年11月，武警交通指挥部主任） - 孟洪喜 武警少将（2008年11月—2012年1月，武警交通指挥部主任） - 王成 武警少将（2012年1月—2012年7月，武警交通指挥部主任） - 刘占琪 武警少将（2012年7月—2014年12月，武警交通指挥部主任，2013年改称司令员） - 傅凌 武警少将（2014年12月—2018年） 副司令员 | 第一政治委员、党委第一书记 - 李盛霖（2010年5月—2012年8月，交通运输部部长兼） - 杨传堂（2012年8月—2018年，交通运输部党组书记兼） | 政治委员 - 卢林元 武警少将（1999年2月—2003年11月） - 郑顺民 武警少将（2003年11月—2007年3月） - 刘学政 武警少将（2007年3月—2010年7月） - 王信 武警少将（2010年7月—2014年12月） - 许世宏 武警少将（2014年12月—2017年） - 陆春耕 武警少将（2017年8月—2018年） 副政治委员 总工程师 |

| 参谋长 副参谋长 | 政治工作部主任 政治工作部副主任 |

## 武警交通一总队
驻四川省成都市二环路南三段。1985年1月由基本建设工程兵第十一支队（即基建工程兵青藏公路指挥所）改编，车牌号WJ20通xxxx。
1979年11月，为加快青藏公路建设步伐，经中央军委批准，以八五一大队、一O三大队、二九九大队为基础组建基建工程兵青藏公路指挥所（师级，代号00019部队），领导三支部队，集中力量加快青藏公路二期改建工程。
川藏线中段有800公里路由该部队管理，担负养路和修路两项责任。其中，修路官兵负责公路建设改造，具体任务包括设计与工程发包、监理。据悉该项目参与官兵收入不低，每年冬天可放三个月假回家。

### 武警交通一支队
驻拉萨/格尔木现支队机关迁往甘肃兰州，部分在福建。前身为中国人民解放军新疆军区道路工程团，1973年底出国援建喀喇昆仑公路第二、三期工程。{代号36317部队.番号工程兵建字544部队.修改人：修理连二班战士钱学宾76年兵}1976年4月改编为基建工程兵第一O三大队（代号00010部队），由交通部基建工程兵办公室领导。

### 武警交通二支队
前身为交通部第四工程局第四工程处，担负着攀枝花钢铁基地24条近200公里的矿山公路建设任务。1966年8月1日正式改编组建中国人民解放军基本建设工程兵第八五一大队（代号00090部队），第四工程局第四工程处1300人职工中，批准工改兵750人、随军职工248人; 编余职工222人交由渡口市负责安置工作; 当年补兵1500人; 缺编的干部，从铁道兵部队抽调的79名干部补上。编制总员额3126名，整编后实有2577人，编制相差兵员，由翌年征兵补充。1966年5月8日，国家建委基建工程兵整编办公室和交通部任命周志谱为八五一大队政委(大队长未配)。
1988年1月入藏，担负青藏公路建设任务。2003年4月初唐古拉山口抢险。

### 武警交通三支队
担负川藏公路养护保通和改建整治任务。前身为基建工程兵二机部指挥部所属的第二九九大队，约3000人，1979年7月改隶基建工程兵交通部办公室，代号00080部队。299大队的前身是解放军汽车42团。

### 武警交通第一总队前龙指挥所
驻福建省厦门市金洞路141－703

## 武警交通二总队
前身为军委工程兵第四工区(辖工建一三八团、工建一六一团、工建一六八团)，1975年12月，国务院、中央军委决定军委工程兵第四工区改编为基建工程兵第十二支队，1976年4月正式改编为基建工程兵第一一一大队、一一二大队、一一三大队，驻湖北当阳。现在总队部驻乌鲁木齐市火车西站。曾担负独库公路建设任务。军车牌号WJ27通xxxx

### 武警交通四支队
根据国务院、中央军委的命令，武警交通部队于1996年底组建全军第一支机械化养护支队，担负川藏公路最为艰险的东久至金沙江790公里道路的养护保通任务。几年中养护支队將养护保通地段车辆年通车时间从不足半年提高到11个月，通货能力提高了3倍多。支队部在川藏公路嘎玛沟，三大队驻地在波密县。

### 武警交通五支队
前身是军委工程兵第四工区工建一六一团，1974年开始天山独库公路建设。1976年改编为基建工程兵第十二支队第一一二大队。1985年1月1日改编为武警交通第五支队。先后在天山独库公路，新疆和田布雅公路，库尔勒大山口电站，西藏羊八井公路，秦岭山脉腹地接连打通了总长2655米的资峪岭、秦岭、马槽沟三条隧道，昆（明）石（林）高速公路等。

### 武警交通六支队
甘肃 安徽，支队部安徽合肥七里塘镇张洼路108号。前身是军委工程兵第四工区工建一六八团，1974年开始天山独库公路建设。1976年改编为基建工程兵第十二支队第一一三大队。1985年1月1日改编为武警交通第六支队。二总队六支队1000多名官兵在哈密戈壁荒漠10年，死亡8名战士，筑路3条，共长323公里。加速了新疆吐哈油田的开发。2001年9月，二总队六支队官兵來到定西的山中以及海拔2400多米的摩云岭施工，最終兰（州）临（洮）路全线竣工。2000年参加尹中高速公路施工，它是甘肃航空港中川机场至兰州市的重要通道，也是甘肃省境内首条高速公路。

### 武警交通七支队
支队部驻地秦皇岛。分布在：华北、内蒙古呼伦贝尔。2001年底，二总队七支队挺进内蒙古呼伦贝尔草原深处，承担了国道111线新（林）扎（兰屯）段施工任务。前身47年8月1日冀晋军区4旅11团、47年11月19日北岳军区1纵3旅8团。49年66军198师593团。50年8月并入208师623团。61年5月25日内蒙古军区工兵138团。63年8月军委工程兵138团。1974年天山军委工程兵第四工区，1976年4月1日基建工程兵12支队111大队。80年1月基建工程兵111团。85年1月1日，武警交通二总队四支队。86年7月1日，武警交通部队秦皇岛建港指挥所。88年3月1日武警交通二总队7支队。

### 武警交通八支队
武警交通二总队新藏公路指挥所改编，支队部驻泽普县。2001年来担负新藏公路养护保通任务，二大队四中队进驻普兰县偏远的霍尔乡。

### 武警交通九支队
武警交通二总队大连建港指挥所改编。

## 武警交通指挥部直属工程部

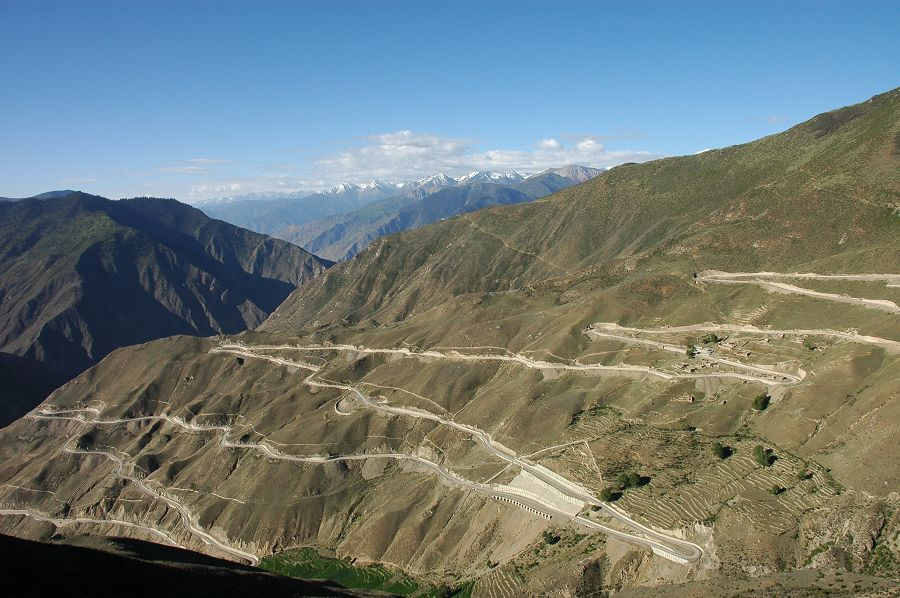
武交承建的川藏公路99道拐

副师级单位，机关驻地北京昌平区沙河七里渠。下辖第一工程处（驻地北京市延庆县）、第二工程处（驻地湖北省宜昌市）、第三工程处（驻地北京市大兴区）、第四工程处（驻地辽宁省大连市）和公路工程设计所（北京市昌平区），主要承担国家公路、桥梁、房屋、港口建设任务，现有各类机械、车辆装备562台（套），国有资产2.8亿元，年完成施工产值6亿元以上。部队具有政治素质好、作风纪律严、技术水平高、施工装备精、攻坚突击强等优势，集军事化、专业化、机械化于一身，施工能争善战，是国家能源、交通、基础设施建设战线上的一支重要力量。
武警交通直属工程部所属部队在朝鲜战争中被授予“突击先锋”和“攻如猛虎”等荣誉称号。后被整编为军委基建工程兵，承担了多次国防公路和国家交通重点工程施工任务。部队先后承担了川藏公路、天走公路、沪宁高速、大连大窑湾港、深圳盐田港、交通部汽车实验场、北京广源大厦、碧水庄园别墅等交通主干线、工业与民用建筑的工程建设和勘测设计任务，共修筑公路1900公里、大中型桥梁62座、楼房500万平方米、港口土石方3000万立方米，路桥勘测设计里程1280公里，完成总投资100亿元，所承建工程项目合格率100%，优良率达98%以上，多次获国家鲁班奖、詹天佑奖、国家优质工程奖、省（部、市）优质工程奖等多种奖项。1998年获得了ISO9002质量体系认证。